# Comité d'organisation des Jeux olympiques et paralympiques d'été de 2012
Pour les articles homonymes, voir Comité d'organisation.

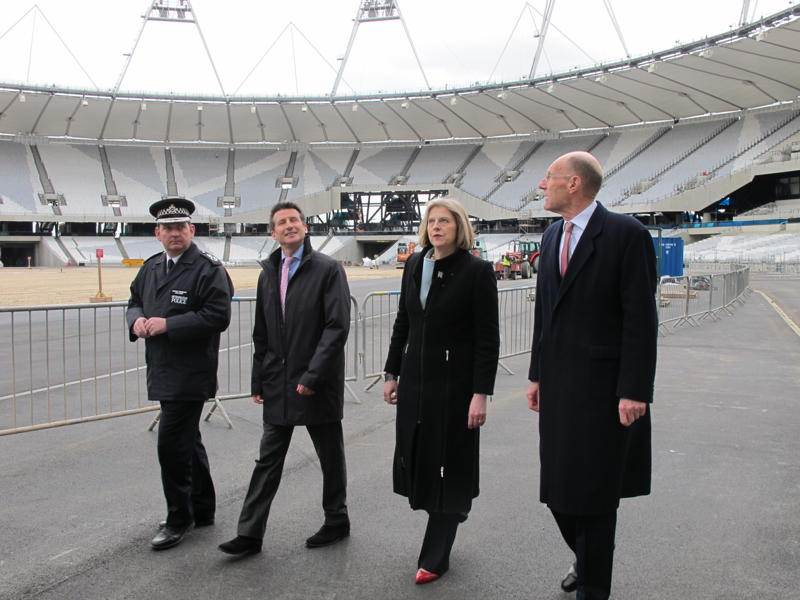
De gauche à droite : Chris Allison (commissaire adjoint de la police métropolitaine), Lord Coe, Theresa May et John Armitt, président de l'ODA, lors d'une visite au Parc olympique à l'est de Londres.

Le Comité d'organisation des Jeux olympiques et paralympiques d'été de 2012 à Londres (LOCOG) (en anglais London Organising Committee of the Olympic Games and Paralympic Games), est une association à but non lucratif responsable de l'organisation, de la planification, du financement et du déroulement des Jeux olympiques d'été de 2012 et des Jeux paralympiques d'été de 2012.
Il est présidé par l'ancien athlète Sebastian Coe et a pour directeur général Paul Deighton.